# 岩切章太郎賞
岩切章太郎賞（いわきりしょうたろうしょう）は、「観光宮崎の父」と呼ばれる岩切章太郎（宮崎交通グループの創業者）の功績をたたえ、彼の観光哲学や偉業の継承・普及を図ることなどを目的に1988年、宮崎市が創設した賞。2008年の第20回をもって終了した。
授賞条件は「地域の資源や魅力などを活用しながら、観光振興や文化の高揚、地域おこし、自然保護など、広い意味で観光振興に貢献している個人や団体」となっている。

## 歴代受賞者
- 堀本文次（小豆島バス：香川県）
- 岡部勇雄（南ヶ丘牧場：栃木県）
- 田中誠二（奈良交通：奈良県）
- 小樽市（北海道）
- 星野嘉助（星野温泉：長野県）
- 伊藤務（豊橋鉄道（株）：愛知県）
- 杉本行雄（古牧温泉澁沢公園：青森県）
- 竹富町 （竹富島）（沖縄県）
- 由布院温泉観光協会（大分県）
- 長浜市（滋賀県）
- 福武總一郎（ベネッセコーポレーション：岡山県）
- 佐藤和志（鶴の湯温泉：秋田県）
- 遠野市（岩手県）
- 小澤恒夫（小澤酒造：東京都）
- 知覧町（現南九州市：鹿児島県）
- 旭川市旭山動物園（北海道）
- 川越市（埼玉県）
- 日南市（宮崎県）